# Le Pla

Le Pla este o comună în departamentul Ariège din sudul Franței. În 1 ianuarie 2022 avea o populație de 61 de locuitori.